# Lucius Valerius Potitus (consul en -393)
Pour les articles homonymes, voir Valerius Potitus.
Lucius Valerius Potitus est un homme politique de la République romaine, cinq fois tribun militaire à pouvoir consulaire entre 414 et 398 av. J.-C. et consul en 393 et 392 av. J.-C.

## Famille
Il est membre des Valerii Potiti, branche de la gens Valeria. Il est le fils de Lucius Valerius Potitus, consul en 449 av. J.-C., et le petit-fils de Publius Valerius Publicola, consul en 475 av. J.-C. Son nom complet est Lucius Valerius L.f. P.n. Potitus.
Il est le frère de Caius Valerius Potitus Volusus, consul en 410 av. J.-C., et le père de Lucius Valerius Publicola, tribun militaire à pouvoir consulaire entre 394 et 380 av. J.-C., et de Publius Valerius Potitus Publicola, tribun militaire à pouvoir consulaire entre 386 et 367 av. J.-C.

## Biographie

### Tribunats consulaires (414-398)

#### Premier tribunat (414)
En 414 av. J.-C., Lucius Valerius est tribun militaire à pouvoir consulaire avec trois collègues. L'année précédente, les Èques de Bola ont attaqué Labicum, ville latine alliée de Rome, mais ont perdu la ville de Bola restée isolée. Tous les Èques déclarent alors la guerre à la République romaine et reprennent Bola pour s'y fortifier. Du côté des Romains, parmi les quatre tribuns consulaires, c'est Publius Postumius Albinus qui est chargé de la conduite de la guerre. Après une campagne rapide, il écrase les Èques et s'empare de Bola. Toutefois, une fois la ville conquise et contrairement à sa promesse, Publius Postumius refuse de procéder au partage du butin entre les soldats. À Rome, le tribun de la plèbe Marcus Sextius attaque les tribuns consulaires et propose une loi agraire prévoyant la colonisation de Bola, relançant une proposition du tribun Lucius Decius qui avait été bloquée l'année passée. Publius Postumius, soutenu par les patriciens, s'y oppose et menace de décimer son armée. Publius Postumius et son questeur Publius Sestius sont mis à mort par leurs troupes mutinées.

#### Deuxième tribunat (406)
En 406 av. J.-C., il est tribun militaire à pouvoir consulaire pour la deuxième fois, avec trois autres collègues. Les tribuns consulaires mènent une guerre contre les Volsques et se répartissent sur plusieurs fronts : tandis que Publius Cornelius se dirige vers Ecetrae et que Numerius Fabius prend Anxur, Lucius Valerius lance une attaque sur Antium. C'est durant leur mandat qu'est introduite pour la première fois la paye pour les soldats,.

#### Troisième tribunat (403)
En 403 av. J.-C., il est tribun militaire à pouvoir consulaire pour la troisième fois, en pleine guerre contre Véies, avec cinq ou sept autres collègues selon les auteurs antiques, soit le nombre maximal de tribuns pour un même mandat si on suit l'estimation haute. Parmi les tribuns consulaires, seul Appius Claudius Sabinus demeure à Rome pour assurer la gestion de la ville. Tous les autres reprennent un commandement militaire dans la guerre contre les Étrusques aux tribuns de l'année précédente qui ont décidé de maintenir les soldats devant la ville ennemie pendant l’hiver, contrairement à l’usage d’interrompre les opérations militaires pendant la mauvaise saison et de démobiliser les troupes, afin d’accentuer le blocus contre Véies.

#### Quatrième tribunat (401)
En 401 av. J.-C., il est tribun militaire à pouvoir consulaire pour la quatrième fois avec cinq collègues. Les tribuns se partagent les différents fronts dans la guerre contre les Volsques. Lucius Valerius reçoit le commandement contre les Volsques d'Anxur. Deux des tribuns de la plèbe de cette année-là sont cooptés, en contradiction avec la Lex Trebonia de 448 av. J.-C. Trois autres tribuns de la plèbe, Publius Curatius, Marcus Metilius et Marcus Minucius, parviennent à faire reconnaître la responsabilité de Lucius Verginius et Manius Sergius, deux tribuns consulaires de l'année précédente, dans les défaites subies face aux Véiens et aux Falisques,.

#### Cinquième tribunat (398)
En 398 av. J.-C., il est tribun militaire à pouvoir consulaire pour la cinquième fois avec cinq collègues. Tous les tribuns consulaires excepté Lucius Valerius et Marcus Furius Camillus partent relever les tribuns de l'année précédente qui ont poursuivi le siège de Véies. Lucius Valerius ravage le territoire des Falisques, alliés des Étrusques,.

### Ambassade à Delphes (398-397)
En 398 av. J.-C., Lucius Valerius fait partie des ambassadeurs envoyés à Delphes pour obtenir l'oracle d'Apollon concernant une montée des eaux inexpliquée d'un lac près d'Albe la Longue, un prodige que les Romains ont associé à l'issue du siège de Véies.

« [...] un lac, dans la forêt d'Albe, s'accrut et s'éleva à une hauteur extraordinaire, sans que l'on pût expliquer cet effet merveilleux, ni par l'eau du ciel, ni par toute autre cause naturelle. Pour savoir ce que les dieux présageaient par ce prodige, on envoya des députés consulter l'oracle de Delphes. Mais un autre interprète avait été placé plus près du camp par les destins : un vieillard de Véies, au milieu des railleries échangées entre les sentinelles romaines et les gardes étrusques, chanta ces paroles d'un ton prophétique : "Tant que les eaux du lac d'Albe n'auront point disparu, le Romain ne sera point maître de Véies." »

— Tite-Live, Histoire romaine, V, 15
À leur retour en 397 av. J.-C., les ambassadeurs rapportent la même explication et le vieillard de Véies, d'abord emprisonné, est chargé d'expier le prodige pour apaiser les dieux.

### Premier interrègne (396)
Le collège des tribuns consulaires élus pour l'année 397 av. J.-C. doit abdiquer avant la fin de l'année à cause d'une élection jugée irrégulière. Trois interrois se succèdent alors pour mener à bien de nouvelles élections pour l'année 396 av. J.-C., parmi lesquels Lucius Valerius, Quintus Servilius Fidenas et Marcus Furius Camillus. Ce nouveau collège, composé de cinq plébéiens et un patricien, abdique également lorsque Marcus Furius Camillus est nommé dictateur pour mettre un terme au siège de Véies et à la guerre contre les Étrusques et leurs alliés.

### Ambassade (394)
En 394 av. J.-C., Lucius Valerius fait partie des trois ambassadeurs patriciens envoyés à Delphes pour faire une offrande à Apollon pour la victoire obtenue sur les Véiens. Les ambassadeurs romains sont capturés sur le chemin par des pirates basés sur l'île de Lipari mais leur chef, Timasitheus, finit par les libérer,.

### Premier consulat (393)
En 393 av. J.-C., le consulat ordinaire est rétabli après quinze années de tribunat consulaire. C'est Lucius Valerius et Publius Cornelius Maluginensis qui sont élus mais ils abdiquent et laissent la place à deux consules suffecti, Lucius Lucretius Tricipitinus Flavus et Servius Sulpicius Camerinus, qui s'opposent aux propositions des tribuns de la plèbe de déplacer une grande partie de la population de Rome à Véies, récemment conquise.

### Deuxième consulat (392)
En 392 av. J.-C., ce sont de nouveau deux consuls qui sont élus, avant que le tribunat consulaire ne monopolise de nouveau le pouvoir sans discontinuer jusqu'en 367 av. J.-C. Les consuls élus sont Lucius Valerius et Marcus Manlius Capitolinus. Ils remportent une victoire sur les Èques près du Mont Algide pour laquelle Lucius Valerius obtient l'honneur de célébrer un triomphe et Marcus Manlius une ovation. Les deux consuls président les Ludi magni pour célébrer la victoire sur Véies et consacrent le temple de Junon Regina construit par Marcus Furius Camillus sur l'Aventin. Ils prennent ensuite le commandement de la guerre déclarée à la ville de Volsinies et aux Sapinates mais une épidémie les empêche de partir en campagne. Ils semblent également toucher par l'épidémie et abdiquent assez tôt dans l'année mais les Fastes capitolins ne donnent pas de consules suffecti.

### Deuxième interrègne (391)
Ce sont trois interrois, dont Lucius Valerius lui-même, qui se succèdent pour assurer les nouvelles élections pour l'année 391 av. J.-C. qui débouchent sur la nomination d'un collège de six tribuns consulaires, tous patriciens.

### Maître de cavalerie (390)
En 390 av. J.-C., Rome est mise à sac par les Gaulois de Brennus, seul le Capitole résiste. Selon la tradition, le Sénat rappelle Marcus Furius Camillus d'exil pour le nommer dictateur et repousser les Gaulois. Camille prend Lucius Valerius comme maître de cavalerie, à moins qu'il ne s'agisse de Lucius Valerius Publicola, tribun consulaire en 394 av. J.-C. Camille rejoint Rome et vainc les Gaulois, victoire pour laquelle il célèbre un triomphe.

### Troisième interrègne (387)
Lucius Valerius apparaît une dernière fois dans l'histoire de Rome en tant qu'interroi en 387 av. J.-C.